# Sota Hirayama
Sota Hirayama (n. 6 iunie 1985) este un fotbalist japonez.

## Statistici
| Japonia | Japonia | Japonia |
| An      | Meciuri | Goluri  |
| ------- | ------- | ------- |
| 2010    | 4       | 3       |
| Total   | 4       | 3       |